# آية جمال الدين
آية صلاح جمال الدين هي لاعبة كرة قدم لبنانية، من مواليد 11 أكتوبر 1997، تلعب لنادي الصفاء الرياضي للسيدات اللبناني.

## حياتها
ولدت آية في بيروت، لبنان،  وانتقلت إلى أستراليا في سن مبكرة. لعبت العديد من الألعاب الرياضية عندما كانت طفلة، مثل قواعد كرة القدم الأسترالية والكريكيت. ثم عادت إلى لبنان في سن 13 من عمرها. وهي متخصصة في التربية البدنية وحاصلة على إجازة في التدريس.

## روابط خارجية
- آية جمال الدين على موقع GSA (الإنجليزية)